# NK Pajde Möhlin
NK Pajde Möhlin  je nogometni klub hrvatskih iseljenika u Švicarskoj iz grada Möhlina.

## Klub
Klupske su boje: bijele majice i crne hlačice. Klupske su prostorije svojim radom stvorili sami članovi kluba.

## Povijest
Osnovani su ljeta 1989. godine pod imenom Pajde. Klub je ime nosio 13 godine, nakon čega ga tadašnja uprava preimenuje u Dinamo. 2011. godine jedan od prvih osnivača kluba Luka Rakitić skupa s ostatkom uprave vratio je klubu staro ime Pajde. Glavni pokrovitelj je hrvatski reprezentativac Ivan Rakitić. Zahvaljujući njemu, Pajdama su sponzori Ivanovi suigrači i prijatelji poput vratara njemačke reprezentacije Manuela Neuera, švicarskog reprezentativca Marija Gavranovića te njegova suigrača iz Seville Emira Spahića.
2012. godine Pajde su ušli u Drugu ligu švicarskog kantona Basela. Povodom tog uspjeha, odigrali su povijesnu prijateljsku utakmicu s europskim igračkim zvijezdama, prijateljima glavnog klupskog sponzora Ivan Rakitić: Vedran Runje, Ivan Klasnić, Mladen Petrić, Boris Smiljanić, Ivan Perišić, Emir Spahić, Mario Gavranović, Ivica Dragutinović, Franco Di Jorio, Granit Xhaka, Damir Džombić, Josip Drmić, Ivica Grlić, Daniel Pavlović i popularni bosansko hercegovački glumac Enis Bešlagić.
2013. su imali samo “C” juniore, a planirali su prijaviti i “B” juniore za sljedeću sezonu, a za dalju budućnost i uvođenje najmlađih E i F juniora, jer je to je uvjet natjecanja u drugoj ligi (juniorske momčadi). Te sezone Pajde su najuspješniji hrvatski nogometni klub u zapadnoj Europi.
Sezone 2014./2015. glavni sponzor kluba je hrvatski reprezentativac i igrač Barcelone Ivan Rakitić, njegov otac Luka predsjednik kluba, a brat Dejan Rakitić trener prve momčadi. 
I ostatak obitelj Rakitića angažiran je u klubu, koji bez njihove pomoći ne bi ovako uspješno mogao funkcionirati.
Zbog velike bodovne prednosti 2014./15. (još samo 1 bod je potreban u zadnje 3 prvenstvene utakmice), izgledno je da će zaigrat će u Drugoj interregionalnoj ligi Švicarske (koja je po razini četvrta liga).

## Klupski uspjesi
2011. godine ih je na svjetskom prvenstvu hrvatskih izvandomovinskih klubova samo bod dijelio od nastupa u finalu u Splitu.
Pobijedili su na Petom europskom nogometnom natjecanju reprezentacija hrvatskih nacionalnih manjina 2014. godine, pobjedom nad Croatijom iz Stuttgarta.
Pobijedili su na Trećem svjetskom nogometnom natjecanju hrvatskih iseljenika 2015. godine pobjedom nad reprezentacijom vojvođanskih Hrvata od 4:0. Na turniru su ostvarili četiri pobjede u četirima utakmicama.

## Vanjske poveznice
- Službene klupske stranice  Arhivirana inačica izvorne stranice od 5. travnja 2015. (Wayback Machine)
- Stars kamen nach Möhlin  Arhivirana inačica izvorne stranice od 24. lipnja 2012. (Wayback Machine), Sonntagsblick (o utakmici sa zvijezdama)
- NK Pajde - Erste Liga[neaktivna poveznica]
- Stranica na Facebooku
- Transfermarkt
- Kanal na YouTubeu